# Enno Paul Bracklo
Enno Paul Bracklo (* 17. Mai 1886 in Soest; † 18. Juli 1963 in Grünwald bei München) war ein deutscher Jurist und Diplomat, eingesetzt als Generalkonsul.

## Berufliche Entwicklung
Im Rahmen seiner Schulausbildung besuchte Enno Bracklo die Gymnasien in Soest und in Siegen. Hier legte er 1904 das Abitur ab. Daran schloss er ein Studium der Rechtswissenschaften an der Eberhard Karls Universität Tübingen, der Universität Münster und der Friedrich-Wilhelms Universität zu Berlin an. Er war Mitglied der Studentenverbindung Saxonia Tübingen. Während der Studienjahre erlernte er die chinesische Sprache. Ab 1905 absolvierte er den Militärdienst als Einjährig-Freiwilliger, den er 1906 beendete. Ein Jahr später im Dezember legte er das Referendarexamen ab und trat daraufhin in den preußischen Justizdienst ein. Am Seminar für Orientalische Sprachen in Berlin bestand er im Sommer 1908 die Diplom-Prüfungen für Chinesisch. Daraufhin bewarb er sich beim Auswärtigen Dienst. Die Promotion zum Thema der Schuld mit Ersetzungsbefugnis des Gläubigers erfolgte im April 1909 zum Dr. jur.
Zum Dezember 1908 wurde Enno Bracklo als Dolmetscher-Aspirant zum  Auswärtigen Amt einberufen. Nach einer kurzzeitigen Einweisung trat er im März 1909 seinen Dienst am deutschen Generalkonsulat in Shanghai an. Während dieser Dolmetschertätigkeit wurde er Ende 1911 zur kommissarischen Beschäftigung ans deutsche Generalkonsulat in Hankau gerufen. Im Folgejahr war er zum kommissarischen Einsatz am Generalkonsulat in Nanking und am deutschen Konsulat in Itchang tätig. Mit dem Abbruch der diplomatisch en Beziehungen zwischen Deutschland und China im März 1917 musste er nach Deutschland zurückkehren. Hier wurde er ab August zum Militärdienst einberufen. Zum gleichen Zeitpunkt erfolgte seine Beförderung zum Hauptmann. Nach der Niederlage Deutschlands im Ersten Weltkrieg und dem Zusammenbruch des Deutschen Kaiserreichs beendete er seinen Militärdienst im Mai 1919.
Die Aktivierung Enno Bracklos durch das Auswärtige Amt der Weimarer Republik erfolgte 1920. Er wurde zur Bearbeitung der deutschen konsularischen Angelegenheiten der niederländischen Gesandtschaft in Peking zugeteilt. Bevor er seine Reise nach China antrat, legte er noch im April 1920 die konsularischen Prüfungen ab. Mit der Amtsbezeichnung als Vizekonsul trat er hier im Juli 1920 seinen Dienst an. Ab August 1920 war er als Vertreter der niederländischen Beauftragten in Hankau eingesetzt. Ein Jahr darauf erfolgte die Ernennung Bracklos zum Vizekonsul. In Hankau wurde er besonders zur Wiedereinrichtung des deutschen Generalkonsulats tätig. Für dieses übernahm er dann ab Juli 1921 die kommissarische Leitung. Im November 1921 war er im wiedereröffneten deutschen Generalkonsulat in Shanghai tätig. Als im Januar 1922 sein Einsatz in Hankau zu Ende ging, trat er Ende Januar in Shanghai seinen Dienst an. Von hier aus übernahm er zeitweilig die kommissarische Leitung des deutschen Konsulats in Tschunking. Die Amtsbezeichnung als Konsul führte er ab Dezember 1923.
Mit Beginn des Oktobers 1927 übernahm Enno Bracklo die kommissarische Leitung des deutschen Konsulats in Tsingtau. Während dieser Zeit wurde für China wieder eine deutsche Botschaft eröffnet. Der Geschäftsträger war ab Februar 1928 Herbert von Borch (1876–1961) und hatte seinen Amtssitz in Peking. Der Einsatz in Tsingtau wurde für Bracklo im April 1928 beendet, er kehrt nach Shanghai zurück und wurde ab Oktober 1929 an der deutschen Gesandtschaft in Peking eingesetzt. Vorübergehend behielt er jedoch noch den Dienstsitz in Shanghai. Von hier war er mehrfach als Vertreter des deutschen Gesandten bei der Nationalregierung in Nanking tätig. Ende des Jahres wurde er zum Gesandtschaftsrat II. Klasse ernannt. Doch Ende 1931 kehrte er als Konsul nach Tsingtau zurück. Dort übernahm er im März 1932 die Geschäfte, war aber wiederholt kommissarisch mit der Leitung des Konsulats in Tsinanfu sowie der beiden Generalkonsulate Shanghai und Tietsin betraut worden. Zum Konsul 1. Klasse wurde er Anfang 1934 ernannt. Zum 1. August 1935 trat er in die NSDAP ein (Mitgliedsnummer 2.550.157). Von Tsingtau wurde Bracklo im Sommer 1937 ins Auswärtige Amt zur kommissarischen Beschäftigung in der Politischen Abteilung, Referat VIII (Ostasien und Australien) geholt. Während dieser Zeit war als kommissarischer Leiter des Generalkonsulats Shanghai Martin Fischer (1882–1961) eingesetzt. Im nächsten Jahr übernahm Bracklo ab Sommer die kommissarische Leitung des deutschen Generalkonsulats in Shanghai wieder, kehrte aber ab September 1939 als Generalkonsul nach Hankau zurück. Vertretungsweise führte er im November 1939 das Generalkonsulat in Shanghai. Ab Dezember 1944 war er an der Dienststelle der deutschen Botschaft in Nanking eingesetzt, womit seine Tätigkeit in Shanghai beendet wurde. Mit seiner Familie kam Bracklo 1947 nach Deutschland zurück.
Am 18. Juli 1963 verstarb Enno Bracklo in Grünwald bei München.

## Familie
Die Eltern von Enno Bracklo waren der Regierungs-Landvermesser Wilhelm Bracklo und dessen Ehefrau Emmy, geborene Theopold. Am 28. Februar 1933 heiratete Enno Bracklo Thea Gerding. Aus der Ehe gingen zwei Kinder hervor: Eike-Edzard Bracklo (* 1934) und Wiard Bracklo (* 1936). Der Erstgeborene Eike-Edzard schlug wie sein Vater die Diplomatenlaufbahn ein.